# Владимир Береану
Владимир Бернард Береа̀ну е български журналист, дългогодишен водещ, най-познат като водещ на публицистичното предаване „Частен случай“ по БНТ и „Седмичник с Владо Береану“ по Евроком. Носител на специалната награда от международния фестивал за детективски филми и телевизионни програми „Закон и общество“ в Москва.

## Биография
Владимир Береану е роден на 29 април 1954 година. Баща му е румънец, а майка му е българка. През 1980 година придобива българско гражданство. Береану завършва математическия факултет на Софийския университет, но работи като преводач и по-късно като журналист. През 1991 г. издава в съавторство книга за убийството на Георги Марков. През 2018 г. Береану издава мемоарна книга.
Шампион по бридж, с оранжев колан по джудо, владее 7 езика. От 1986 година е сътрудник на Държавна сигурност – агент под псевдонима Георгиев към VI управление, 4 отдел, 3 отделение.
През 1997 г. се жени за актрисата Лазара Златарева, по-популярна като „кака Лара“, с която има дъщеря. Кумове са семейството на Стефан Софиянски. Към края на 2010 г. двамата се развеждат.